# Attimis
Attimis (furlanisch Atimis, slowenisch Ahten, deutsch  Attems, älter auch Altems) ist eine italienische Gemeinde in der Region Friaul-Julisch Venetien mit 1641 Einwohnern (Stand 31. Dezember 2023). Die angrenzenden Gemeinden sind Faedis, Nimis, Povoletto und Taipana. Der Ort ist Stammsitz der Familie der Grafen Attems und deren italienischen Zweiges den Grafen Attimis.
Zur Gemeinde gehören auch die Ortsteile Forame, Subit, Porzus, Racchiuso und Partistagno.

## Sehenswertes
- Castello di Partistagno/Burg von Partistagno (dt.: Burg Perchtenstein[3])

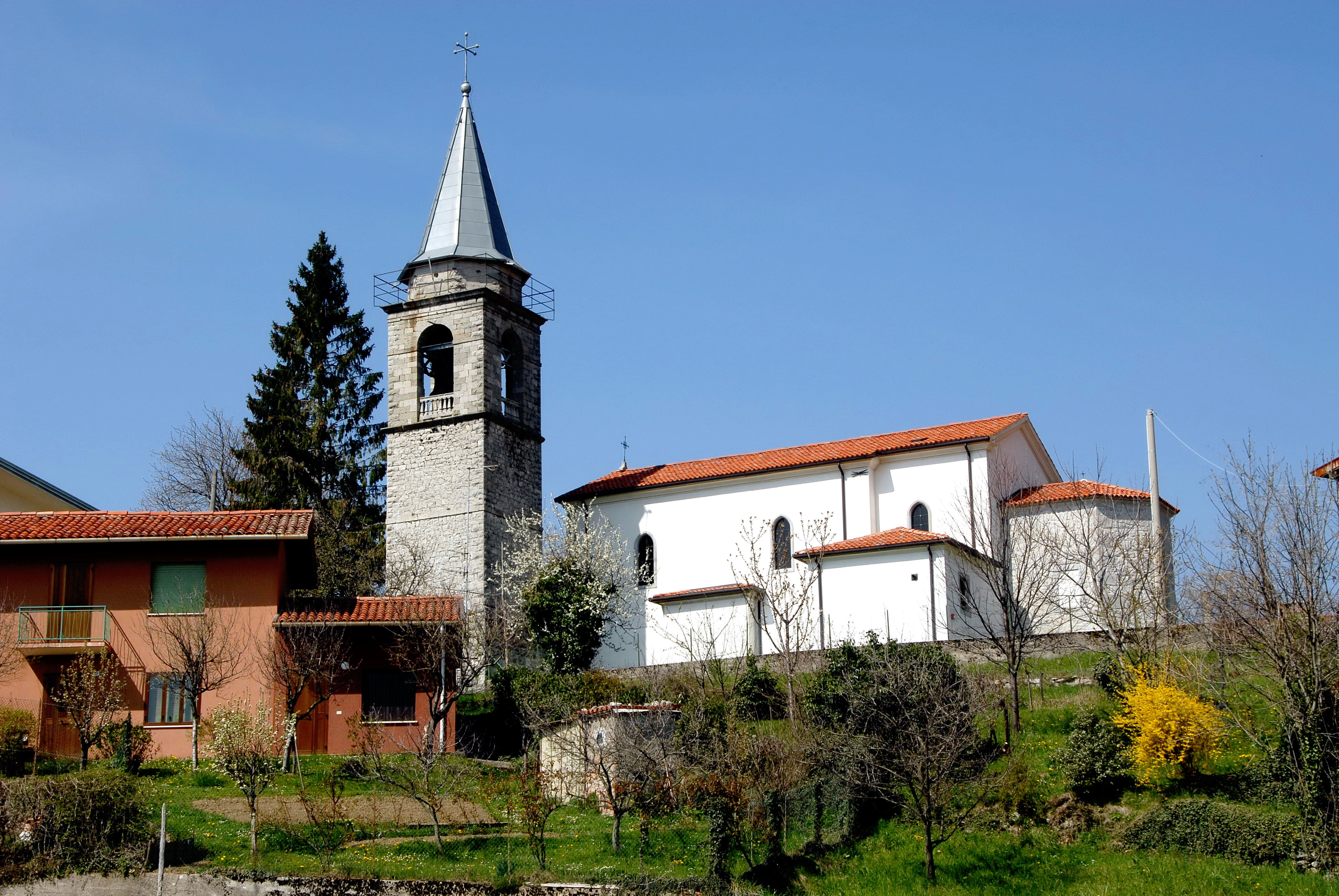
Bergdorf Porzus

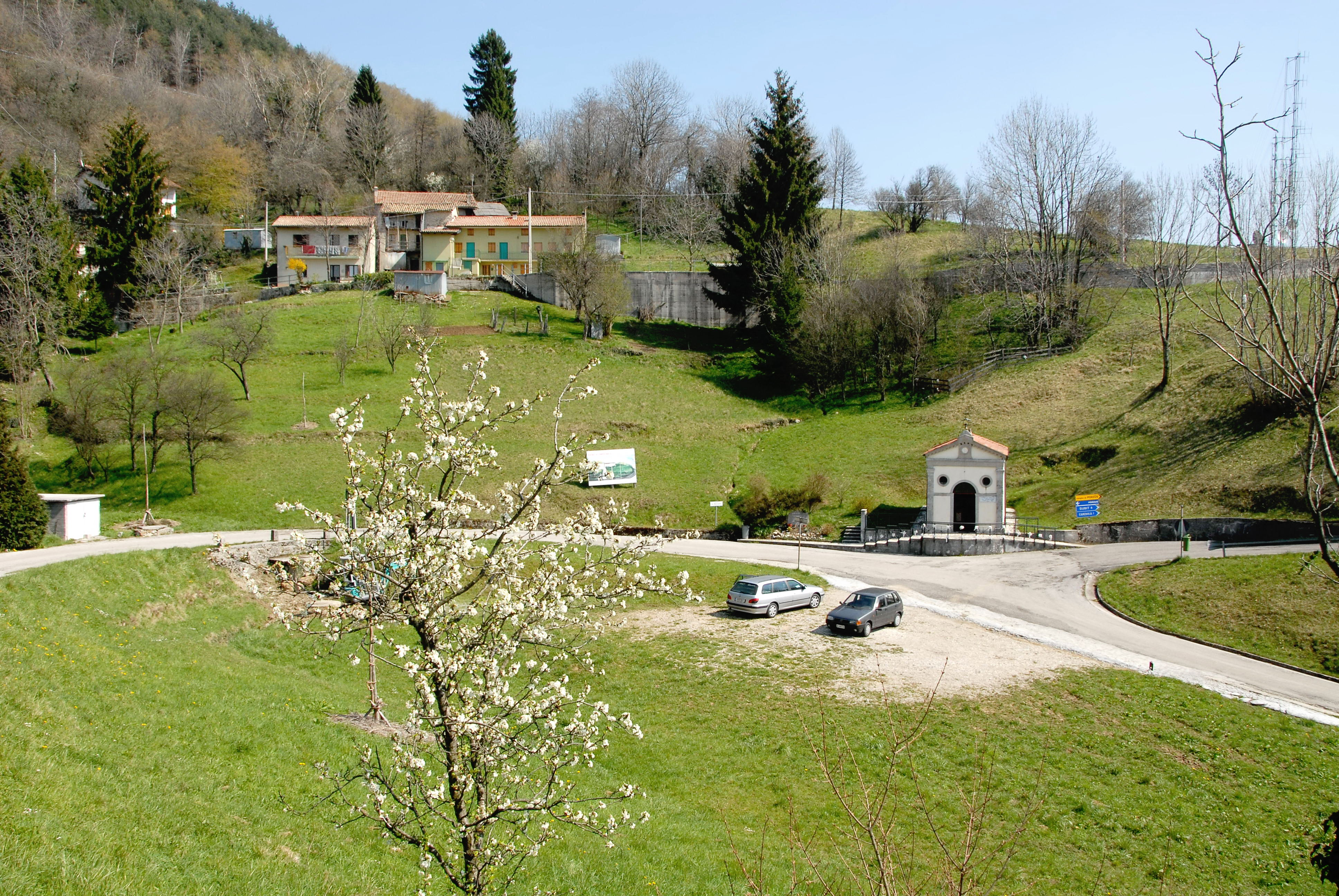
Doline im Bergdorf Porzus mit Marienerscheinungs-Kapelle

- Castello Inferiore/Untere Burg
- Castello Superiore/Obere Burg
- Barockkirche S. Antonio Abate
- Archäologisches Museum

## Geschichte

### Marienerscheinung in Porzus
Im Bergdorf Porzus hoch über Attimis hatte das fast zehnjährige Mädchen Teresa Dush am 8. September 1855 angeblich eine Marienerscheinung, just am Festtag Mariä Geburt. Zum Andenken an dieses Ereignis wurde gleich neben der Stelle eine Kapelle errichtet und ein Stein mit folgender Inschrift aufgestellt (deutsche Übersetzung):
Die Botschaft des Septembers 1855
Heiligt die Feste
Flucht nicht
Haltet die Fastenzeiten ein
Und die Vorabende vor den Festtagen
Betet den Rosenkranz gut

## Weblinks

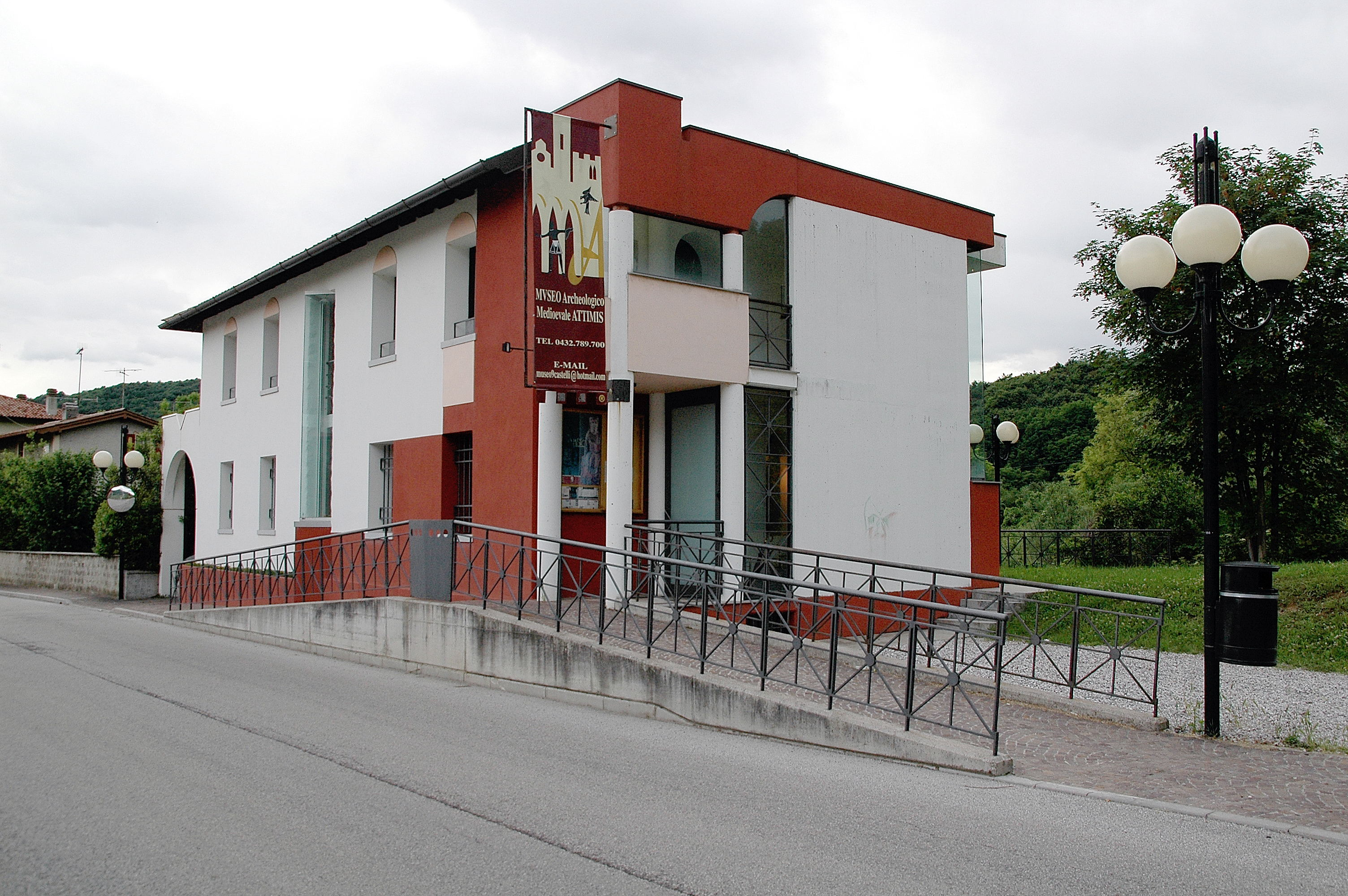
Archäologisches mittelalterliches Museum in Attimis